# Sphaerosoma pilosellum
Sphaerosoma pilosellum is een keversoort uit de familie Alexiidae. De wetenschappelijke naam van de soort werd in 1877 gepubliceerd door Edmund Reitter als een nomen novum voor Alexia hirtula Reitter, 1876 non Kirsch, 1876.